# Črnkovec
Črnkovec is een plaats in de gemeente Velika Gorica in de Kroatische provincie Zagreb. De plaats telt 334 inwoners (2001).